# ロードモナーク
『ロードモナーク』 (LORD MONARCH) は、日本ファルコムによる箱庭系リアルタイムストラテジーゲーム。

## 概要
本作は、日本ファルコム設立10周年作品として、1991年にPC-9800シリーズ用ゲームソフトとして発売され、後にスーパーファミコンやWindowsなどに移植されたほか、携帯電話向けアプリとしても移植された。
本作は木屋善夫がプロデュースするドラゴンスレイヤーシリーズの第7作目という位置付けだが、シリーズ中唯一ドラゴンが登場しない作品でもある（ただし、アドバンスドロードモナークには、プレイヤーユニットとして、デフォルメされたドラゴンを主人公としたマップセットが存在する）。
なお、PC-9800シリーズ用として発売された二作（無印、アドバンスド）にはエディットモードが用意され、独自のマップを作成・プレイする事が可能であった。この機能は後々の製品には受け継がれなかったが、後に有志の手によってマップ作成用ソフトが制作されており、オンラインなどを始めとする一部の製品ではこのソフトで作成した独自のマップをプレイする事が可能となっている。

### ルール・システム
基本ルール
マップ上には君主をリーダーとする4つの国が配置されており、プレイヤーが1つの国、CPUが3つの国を操作する。その際、操作する国を選択することはできず、予め決められた国をプレイヤーが操作し、クリアを目指す事となる。
また、上記以外の敵キャラとして、各国の行動範囲を荒らし回るモンスターユニットが存在、あるいは出現するマップも存在する。
勝利条件は、モンスターユニットを除く他の3国を滅亡（各国の城にいる君主ユニットを倒すか、あるいは君主ユニットを除くマップ上の対象国のすべての拠点、敵ユニットを全滅）させることでそのマップのクリアとなる。
ゲーム開始時には、一定の初期資金と、前面までの繰越日数（後述）に加えて、固定の日数（PC9801版ロードモナークであれば3,200日、アドバンスドロードモナークであれば3,000日）が与えられる。
ゲームクリア時の繰越日数がマイナスとなるか、自国の君主ユニットが倒される、もしくは全ての拠点、ユニットを失った場合にゲームオーバーとなる。
マップ
ゲームプレイの舞台となるマップは、以下のようなマップパーツから構成されている。
- 城壁・玉座

中央に君主ユニットが配置されるパネルで、南方向を除いた8マスから構成される。敵の王様を倒すと、城壁、玉座は平地パーツとなる。
- 壁

ユニットの侵入できないエリアとして設置される。占領率に影響しない。
- 拠点・領地

着色された国の領地、拠点で、拠点は兵士出現、税収対象となる。マップ上で、クリア時に自国の拠点・領地で埋め尽くされた土地の総量が、占領率となる。
- 平地

ユニットが通過可能なエリア。領土化することができ、拠点の作成が可能である。占領率に影響する。
- 橋

水域（マップによっては橋の敷設可能な壁）上を通行可能とするためのマップパーツであり、占領率に影響しない。耐久値があり、破壊することで兵ユニットの侵入を防ぐことができるが、資金を使用することで修復が可能。また、水域に対し、資金3000を使用することで水域上に新たな橋を設置することもできる。マップによっては、橋をかけないと攻略できないものもある。
- 非整地エリア

マップのパーツにより、骨だったり森だったりと表現は変わるが、整地することで平地にできるマップパーツ。占領率に影響する。
- 障害物

ユニットが侵入できない障害物であり、除去することで平地にすることができる。占領率に影響する。資金を投入することで、平地上に障害物を設置することができる。
- 洞窟

一定ターンごとに、モンスターユニットが出現するマップパーツ。ユニットへの命令で封じる事ができ、封じた場合は壁パーツに変化する。
- 水域

ユニットが侵入できないが、橋をかけることで通過可能となる。占領率には影響しない。
ターン
システム上は2ターン経過ごとに1日を消費し、ターンごとにユニットの処理が行われる。なお、税率計算は一定周期ごと、拠点の人口計算、領地拡大はマップの走査ターンに実行される。
PC-9801版においては、マップの走査は全体の1/8ずつ実行され、8ターンで一周するようになっており、敵国滅亡後の領地の所属変更もこの周期に従って行われる。
ユニット
ユニットには、君主ユニットと兵ユニットの2種類が存在し、兵ユニットは持つ兵力によりSMLの三段階の外観を持つ。君主ユニット、兵ユニットいずれも操作可能であるが、CPUにすべて任せる事もできるし、プレイヤーが逐次指示を出すことで個々を制御することも可能となっており、ユーザーの技量に応じた戦術が展開可能となっている。
マップ上に「拠点」を作成すると、拠点の人口が一定の条件に達した時点で拠点から新たなユニットの生成が行われる。ただし、ユニットの総数は、敵味方中立含め合計64ユニットの制約があり、すでにマップ上に64ユニットが存在している場合には、条件を満たしても新たなユニットは出現しない。
ユニットは、ターンの経過とともに兵力が一定割合で自然減衰するが、拠点上にユニットを配置することで、それを防ぐことが可能である。ただし、2,048以上の兵力を持つユニットには毎ターン維持費（兵力÷2,048）が必要となり、資金が不足している場合には拠点上であっても兵力が減衰していくこととなる。なお、モンスターユニットは自然減衰の影響を受けない。
君主ユニットの兵力は、マップ上に存在する兵ユニットと、拠点の人口の総合計となっており、ターンの経過により上昇する。戦闘により消耗したり、総合計が1/2を下回らない限りは、減ることはない。戦闘等で君主ユニットの兵力が減少した場合、城に戻ることで、現在の兵力＋拠点人口の総合計になるまで、ターンごとに一定割合で回復する。
戦闘等により、マップ上に存在する兵ユニットの合計兵力が君主ユニットの兵力の1/2を下回った場合、君主ユニットの1/4の兵力の兵ユニットが、君主ユニットから分離されて出現する。また、兵士ユニットは、複数ユニットを合流させることで、双方の兵力を合算した新たなユニットとすることができる。兵ユニットは、君主ユニットへ合流することもできる。
敵君主ユニットを倒した場合、マップ上に残っていた敵の兵ユニットは全て自国のユニットとなる。
モンスターユニットは、ノーマルモードではランダム、アドバンスドモードでは直線的に移動する。
拠点・領土
拠点作成等の命令、あるいはCPUによるオート操作により、生成を行ったユニットの兵力の100%または200のどちらか小さい方の兵力と100の資金を消費し、新たな拠点をマップ上に作成することができる。拠点の初期兵力は、拠点生成に使用された兵力の1/2となる。生成時の兵力が200を下回っていた場合、拠点生成と同時にそのユニットは消滅する。資金が100を下回っている場合は、新たな拠点を作ることはできない。
拠点は、周囲8マスに自拠点がない、かつ平地であるところに作成することができ、一定ターンごとに周囲8マスの領地数に応じた拠点の兵力増加が行われ、拠点の人口が領地数/16を超えると、新たな領地化が行われ、領地化する土地がない場合には拠点人口を1として、新たなユニットが生成される。税率が高く設定された場合、拠点の人口は最低値まで徐々に減衰していき、増加しなくなる。
敵君主ユニットを倒した場合、マップ上の全ての領地、拠点が自国のものとなるが、兵ユニットと違い、自国に塗り替わるまでに一定のターン数を必要とする。
税率・資金
税率は、0-30%までの任意の値を指定することが可能で、税率0%で増加する兵力のうち、税率によって減衰した兵力が資金となる仕組みとなっている。15%を超えると重税扱いとなり、資金は潤沢に蓄積されるようになるが、兵士が一切増加しなくなるといったリスクをはらんでいる。
税率計算は、領土が障害物により塞がれておらず、つながっている範囲に対して行われる。障害物等で領土が分断された場合、その先の土地は税率0%の領域となり、税収対象外となるため、あえて本拠地周辺を重税にして攻略するといった高等戦術も可能である。
敵君主ユニットを倒した場合、残っていた敵国の資金は全て自国の資金に合算されるが、拠点を破壊することで敵国を滅ぼした場合は、合算されない。また、君主ユニットが城から離れた場合、税率指定にかかわらず、全ての拠点の税率は0%が指定されたものとみなされる。
戦闘
戦闘は、ユニット同士が衝突することで開始される。正面と側面の場合、正面衝突のほうが受けるダメージは大きくなる。純粋に兵力の大きい方が小さい方よりより多くのダメージを与える事ができる。また、敵拠点に対してユニットをぶつけた場合は、ユニットのサイズによらず、拠点人口分の兵力が兵ユニットから減らされる。
戦闘時のダメージは、双方の兵力に応じたダメージ計算が行われ、ターンごとに計算した結果のダメージ分の兵力が双方のユニットから減算され、0になるとそのユニットは消滅する。中立ユニットに対する攻撃についても同様となる。
敵国の城に兵ユニットまたは君主ユニットを突撃させることで、君主ユニットを攻撃することができるが、君主ユニットは城にいる限り毎ターン回復するため、敵君主ユニットを倒すには、数倍の兵力を必要とする。
同盟
ゲーム開始時に、自国の兵力と同等あるいはそれ以下の初期兵力の国1つに対して、同盟を組むことができる。同盟を組んだ場合、対象国の領地、ユニットとの戦闘判定は全て無視されるため、対象国との戦闘が起こらなくなるが、他の2国を滅ぼすまで同盟が切れないため、対象国が強大化するリスクが有る。また税収ラインの領土の連続判定は同盟国の領地も分断対象として扱われるため、税収計算上の領地の展開が難しくなることもあり、マップ攻略を左右する選択肢となっている。
占領率
占領率は、敵国を全て滅ぼし、全ての敵の領地が自国ユニットに塗り替えられたタイミングをゲーム終了ターンとして計算される。占領率は（占領した領地の総数／領地化可能な全ての土地の数）で計算されるため、クリア時の占領率を上昇させるには、滅ぼした最後の国の土地をいかにして塗りつぶすかによることとなり、マップの走査ターンを意識した攻略が必要となる。
戦闘効率
アドバンスドロードモナーク以降で導入されたクリア報酬で、ゲーム開始からクリアまでの「自国の損害合計」と「敵国の損害合計」の割合を百分率で計算し、率に応じて最大600%（割合-100の差分で、最大500日、最小0日）の繰越日数報酬が加算される仕組みである。
アドバンスドモードの場合、これに加え、「モンスターユニットの損害割合」も敵国損害合計に加味されて計算される。
その他の特徴
上級マップになると、「障害物を置く」「橋を架ける」「ユニットを一か所に集めて拠点を防衛する」などの命令を駆使したり、総人口（領土）と資金のバランスを考え、税率をこまめに変更せねば勝利できなくなり、パズルゲームや戦略シミュレーション要素も含まれる。
PC-9801版アドバンスド・ロードモナークより、全体命令の指示、ユニット登場時の初期命令が指定できるようになり、よりスムーズな操作が可能となった。
ウィンドウズ版として作成された移植作では、マウスによる範囲指定で全体命令を指定することも可能となっている。
初段までは繰越日数が1000日増えるごとに級が1つ、初段以降は1万日増える毎に段位が1つあがり、クリア後に段位認定証が表示される。最高段位は名人であるが、初代ロードモナークでは繰越日数65535を超えることが想定されておらず、65535日を超えた場合、繰越日数がマイナス表示されるといった事象が発生した。
マップは、中世のヨーロッパや戦国時代などの戦時的なものから、赤ちゃんや動く食べ物などのメルヘンな世界観も用意されている。しかし、キャラクター名、グラフィック、BGM、コマンド名が変わるだけでゲームシステムに変更はない。
セーブ時の仕様として、PC-9801版では現在のターンでセーブが行われるため、0.5日ごとの経過ターンでのセーブが行われるが、Windows版のロードモナークオンラインでは0.5日の経過が切り捨てとなるため、1ターン経過後にセーブし、ロードをすると、消費ターン0としてゲームを進めることが可能となっている（すべてのターンでこれを行うと消費日数0日でのクリアも可能）。

## シリーズ一覧
ロードモナーク (LORD MONARCH)
1991年3月PC-9800シリーズ用に発売された。ファルコムの10周年記念作品である。その後グラフィックやサウンドが強化されFM TOWNSにも移植された。
2002年9月、プロジェクトEGGから、PC-9800シリーズ版をエミュレートしたMicrosoft Windows版が発売された。
アドバンスド ロードモナーク (Advanced LORD MONARCH)
1991年11月発売。PC-9800シリーズ用。アルゴリズムが強化されノーマル・アドバンスドの2モードがある。FM TOWNSにも移植された。
アドバンスドモードの場合、自国君主ユニットが城から出た場合、CPUユニットが城への経路を塞ぐ（城に居座る、経路上の橋を破壊する）などの行動を取るようになったり、経路上に自ユニットより強い敵がいる場合に回避行動を取ろうとするようになるなどの行動の変化がある。
本作品より、クリア成績に戦闘効率という敵国損害合計と自国損害合計の割合によるボーナスが加算される仕組みが追加され、好成績を出すためにはより高度な戦術を組む攻略が必要となっている。
また、マップが上級者向けとなっており、かなり不利な状況からスタートさせられる面が非常に多くなっている。
2002年12月、プロジェクトEGGから、PC-9800シリーズ版をエミュレートしたWindows版が発売された。
ロードモナーク (LORD MONARCH SUPER FAMICOM)
1992年10月発売。スーパーファミコン版ロードモナーク。キャラクターがいくつか追加された。
ロードモナーク とことん戦闘伝説
1994年6月発売。メガドライブ版ロードモナーク。PC版のロードモナークとアドバンスドロードモナークのマップを収録。更に32のストーリーが追加された。発売はセガ・ファルコム、開発は大宮ソフト。2008年8月29日にはWiiのバーチャルコンソールでダウンロード販売が開始され、2019年9月19日発売のメガドライブミニにも収録された。BGMは谷本真規作曲による新曲が使用されている。
登場人物
アルフレッド
このゲームの主人公。モナーク国の王子。無鉄砲な性格の16歳。王位を継ぐための訓練として、守り役のランス老とともに山賊退治の戦いに乗り出す。
ルビア
モナークの隣国マルティカ国のお姫様。国が攻められたところをアルに救われ、彼とともに行動するようになる。勝ち気な性格。
ランス老
アル王子の守り役で、戦いにおける軍師的なキャラクター。アル王子の無鉄砲ぶりにいつも手を焼いている。
ゲッシュー王子
ルビアに惚れているブライティー帝国の王子。高慢ちきな性格で、アルの事をライバル視している。
ジュゼッペマイヤー
マルティカ国に住む伝説の錬金術師。敵に捕らわれていたところをアルに救われ、魔法のアイテムをくれる。
スパンキー
モナーク王国の危機を知らせにきた妖精。後にアルとともに行動し、アドバイスもしてくれるようになる。
ロードモナーク オリジナル (LORD MONARCH Original)
1996年6月発売。Windows版ロードモナーク。マップをロードモナーク、アルゴリズムをアドバンスドロードモナークから移植（ただし、アルゴリズムを強化した分、大半のマップにアレンジを加えることで難易度を調整している）。税率のオート設定が可能になった。
2005年9月、ソースネクストから廉価版パッケージが発売された。
ロードモナーク ファースト (LORD MONARCH First)
1997年3月発売。Windows版ロードモナーク オリジナルを初心者向けにし、価格を下げて販売。
ロードモナーク オンライン (LORD MONARCH Online)
1997年3月公開。Windows対応のフリーソフトで、オリジナルともプロとも異なる独自のマップを収録している。有志者によってマップエディタなどが作られた。なお、オンラインとつくが、インターネット配信という意味であり、人間同士のネット対戦ができるというわけではない。
ロードモナーク プロ (LORD MONARCH Pro)
1997年5月発売。Windows対応。アドバンスド ロードモナークの移植版。ただし、BGMはアドバンスドのものではなく、他のファルコム作品のものに変更されている。また、CPUの思考アルゴリズムはPC-9801版と違うため、同じ攻略方法は使いにくくなっている。
2005年9月、ソースネクストから廉価版パッケージが発売された。
ロードモナーク ファースト α(LORD MONARCH First α)
1997年10月発売。NECインターチャネルと花王が提携し展開していたコンビニでのWindows用ソフト販売サービス「CD-WAVE」で販売。基本は『ロードモナーク ファースト』と同じだが、ステージの半分が独自マップだった。
モナークモナーク (Monarch Monarch)
1998年10月発売。Windows対応。従来のロードモナークシリーズとは異なり、クォータービューになり高さの概念が加わった。
2005年9月、ソースネクストから廉価版パッケージが発売された。
ロードモナーク -新・ガイア王国記-
1998年12月発売。プレイステーション版ロードモナーク。従来のロードモナークと同じだが、100枚の新しいマップが作られた。マップ作成用ソフトの開発者など、ファンサイトの有志者によるマップも収録。発売は東芝EMI。ベスト版は東芝EMIがゲーム事業から撤退した為、権利を保有しているハムスターから発売された。2008年5月28日にはゲームアーカイブスでPSP、PS3向けにダウンロード販売が開始。
みんなのローモナ
1999年4月発売。Windows対応。今までのWindows版オリジナル、プロ、ファースト、オンラインのほとんどすべてのマップを、難易度を下げた上で収録。
みんなのモナ2
1999年12月発売。Windows対応。システム、マップはモナークモナークと同じで難易度は低下した。時計、スクリーンセーバーなども付属。
ロードモナークスペシャル オリジナル&プロ
2002年3月発売。Windows対応。ロードモナークオリジナルとプロを合わせた作品。
携帯版ロードモナーク
2004年12月にVアプリ（現・S!アプリ）版、2005年4月にiアプリ版として登場している。

## オリジナルスタッフ

### ロードモナーク
- 未公表

### ロードモナーク オリジナル
- プログラム：綱島貴博、永島純、吉田充、黒坂敦
- アート&グラフィック：金井まり子、下枝孝夫、小野聡子、村上星児、荒木健、梶谷幸人、笠原真佐枝、新津誠、矢吹浩之
- サウンド：Falcom Sound Team jdk（石川三恵子、松岡博文、金田直樹、中島勝、新井智）
- 効果音：白川篤史
- スペシャルサンクス：藤井大介、鈴木規夫、福谷洋一、草野孝之、西藤晋市、斉藤宏明、富樫克美、中原嘉伸、松前俊邦、柳沢育子
- ディレクト：早川正
- 監修：山崎伸治
- プロデュース：加藤正幸

### モナークモナーク
- プログラム：綱島貴博
- グラフィック：今井浩之、荒木健、梶谷幸人、小林慶久、新津誠、星野淳史、吉田麻衣子
- サウンド：Falcom Sound Team jdk（松岡博文、白川篤史、中島勝、園田隼人、松村宏和）
- 説明書：石川三恵子、稲屋秀文
- 相談役：中原嘉伸
- まとめ役：藤井大介
- 現場監督：早川正
- 責任者：山崎伸治
- 総監督：加藤正幸
- スペシャルサンクス：永島純、斉藤宏明、小原要

## CD
- ファルコムスペシャルBOX '92（KICA9009-11、1991年12月21日発売）
  - [DISC1] VOCAL VERSION
- ファルコムスペシャルBOX '93（KICA9012〜5、1992年12月21日発売）
  - [DISC1] MUSIC FROM LORD MONARCH/ADVANCED LORD MONARCH
- FALCOM VOCAL COLLECTION III（KICA1129、1993年8月21日発売）
- FALCOM ENDING COLLECTION 1987-1992（KICA1132-3、1993年10月21日発売）
- MONARCH MONARCH ORIGINAL SOUND TRACK（ファミ通.com ゲームミュージックダウンロードによるダウンロード販売）

## 評価
4Gamer.netの板東篤はPC-9801版について「シンプルなルールながらも、熱い戦略が楽しめる」と評価している。
SFC版はファミコン通信クロスレビューでは8、8、7、6の29点。レビュアーは『ポピュラス』と『シムシティ』のいいとこどりをしたゲームでたまに適当な指示を出すほかは放置しておける面倒くさがり屋でも税制をある程度操作すればオートプレイでもそこそこ勝てる、シナリオによっては開始時点から不利な場合もあってやりごたえがある、一方でマップ一つに時間がかかり途中でセーブできないのは辛い、戦略性を強調していてモロではないが基本的には影響を受けただろうポピュラスと同じ、やや単調だとした。「Best Picks of This Week」の欄では面白さが分かればそこそこハマるとのコメントがあり、同じ号でレビューした6作品中レビュアー4人中3人が本作を選んだ。